# Coeloplana gonoctena
Coeloplana gonoctena är en kammanetart som beskrevs av Armand Krempf 1920. Coeloplana gonoctena ingår i släktet Coeloplana och familjen Coeloplanidae. Inga underarter finns listade i Catalogue of Life.